# Тинбаєвська сільська рада
Тинба́євська сільська рада (рос. Тынбаевский сельский совет) — муніципальне утворення у складі Мішкинського району Башкортостану, Росія. Адміністративний центр — присілок Тинбаєво.

## Населення
Населення — 1083 особи (2019, 1425 в 2010, 1681 в 2002).

## Склад
До складу поселення входять такі населені пункти:
| Населений пункт            | Населення, осіб (2002) | Населення, осіб (2010) |
| -------------------------- | ---------------------- | ---------------------- |
| Ізімаріно, присілок        | 355                    | 312                    |
| Новоніколаєвка, присілок   | 204                    | 154                    |
| Старокульчубаєво, присілок | 406                    | 400                    |
| Тинбаєво, присілок         | 517                    | 397                    |
| Токтарово, присілок        | 199                    | 162                    |